# Липецкая Поляна
Ли́пецкая Поля́на (укр. Липецька Поляна) — село в Должанской сельской общине Хустского района Закарпатской области Украины.
Население по переписи 2001 года составляло 2544 человека. Почтовый индекс — 90425. Телефонный код — 31-42. Код КОАТУУ — 2125384801.